# Sexton (Iowa)
Sexton es un lugar designado por el censo ubicado en el condado de Kossuth en el estado estadounidense de Iowa. En el Censo de 2010 tenía una población de 37 habitantes y una densidad poblacional de 6,49 personas por km².

## Geografía
Sexton se encuentra ubicado en las coordenadas 43°4′30″N 94°5′21″O / 43.07500, -94.08917. Según la Oficina del Censo de los Estados Unidos, Sexton tiene una superficie total de 5.7 km², de la cual 5.7 km² corresponden a tierra firme y (0%) 0 km² es agua.

## Demografía
Según el censo de 2010, había 37 personas residiendo en Sexton. La densidad de población era de 6,49 hab./km². De los 37 habitantes, Sexton estaba compuesto por el 100% blancos, el 0% eran afroamericanos, el 0% eran amerindios, el 0% eran asiáticos, el 0% eran isleños del Pacífico, el 0% eran de otras razas y el 0% pertenecían a dos o más razas. Del total de la población el 0% eran hispanos o latinos de cualquier raza.